# Schloss Neuenstadt

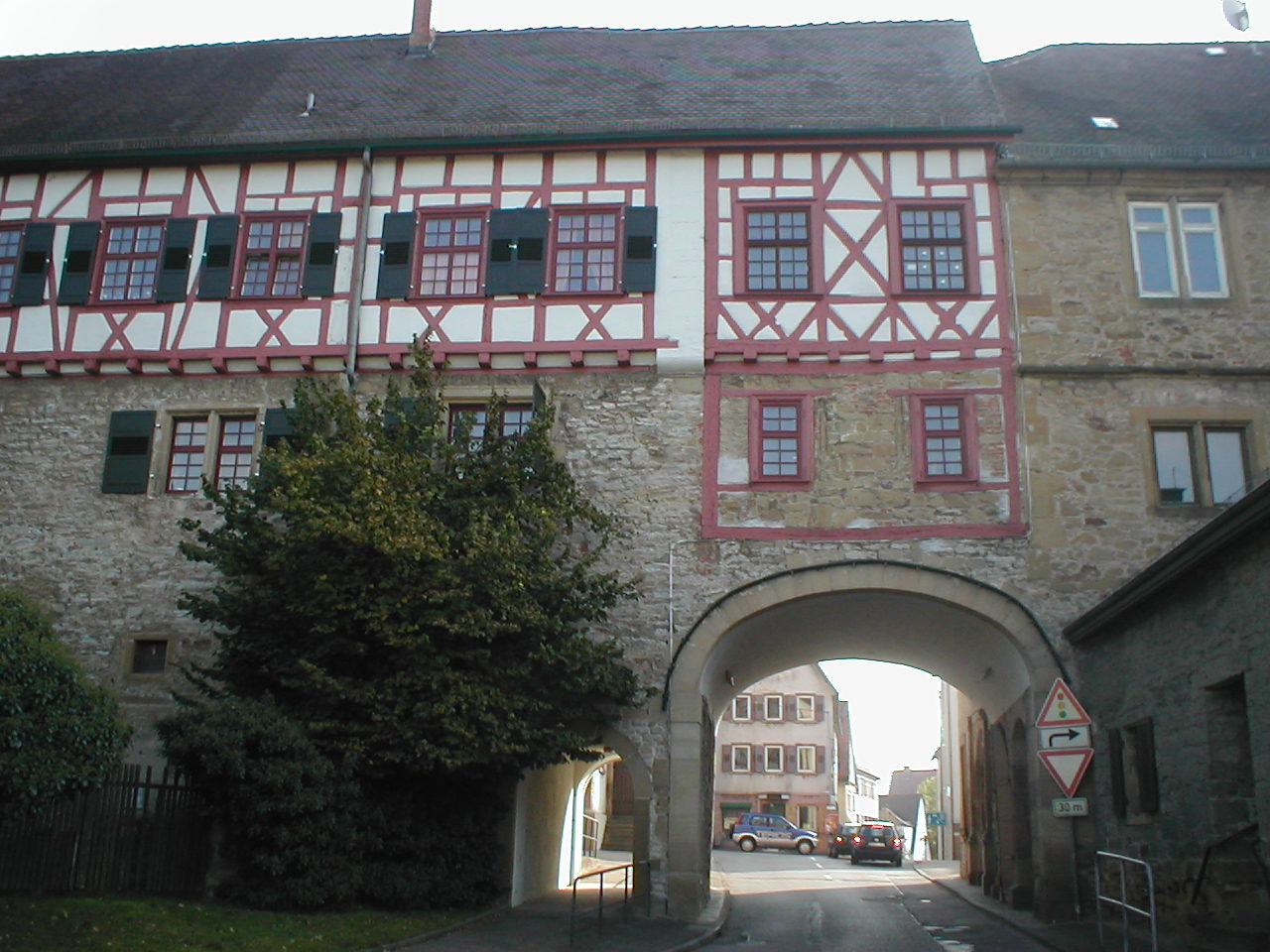
Schloss Neuenstadt

Das Schloss Neuenstadt ist ein Schloss in Neuenstadt am Kocher im Landkreis Heilbronn in Baden-Württemberg.

## Baugeschichte
Auf dem Gelände befand sich wohl in der Antike bereits ein Römerkastell. Seit 1392 kann eine Burg der Herren von Weinsberg bezeugt werden, die 1560 bis 1564 von Herzog Christoph von Württemberg abgebrochen wurde. 1565 folgte dann als ursprünglich vierflügeliger Neubau das Neue Schloss. Den ältesten Teil des Schlosses stellt der sogenannte Dürnitzbau oder Dürnizbau dar, welcher vermutlich von Heinrich Schickhardt errichtet wurde, der in dieser Zeit in Neuenstadt wirkte. Im 16. Jahrhundert wurde ebenso ein runder, äußerer Eckturm des Schlosses gebaut, an den der Ostflügel (Lindenbau oder Prinzessenbau genannt) anschloss, der in der zweiten Hälfte des 17. Jahrhunderts gebaut wurde. Der Lindenbau reichte von jenem Eckturm zur Kirche. Zeitgleich wurde der sogenannte Neue Bau oder Steinbau errichtet, der den Schlosshof nach Westen und Südwesten abgrenzte. 1826 wurde der Neue Bau allerdings wieder abgerissen. Der Ostflügel erhielt nach dem Zweiten Weltkrieg eine hölzerne Galerie, nachdem das Obergeschoss durch einen Fliegerangriff im April 1945 schwer beschädigt worden war.

## Schlossgarten
Der Schlossgarten wurde 1621 von Herzog Friedrich Achilles von Württemberg als 2,5 Hektar große Fläche angelegt. 1826 wurde der Schlossgarten durch den Bau der Straße nach Bürg geteilt und der obere Teil verkauft. 1830 wurden wiederum Teile des Schlossgartens an die Stadt Neuenstadt zur Erweiterung des Marktplatzes sowie an private Eigentümer verkauft, sodass der Schlossgarten nur ein Bruchteil seiner ursprünglichen Fläche war. 

## Nutzung

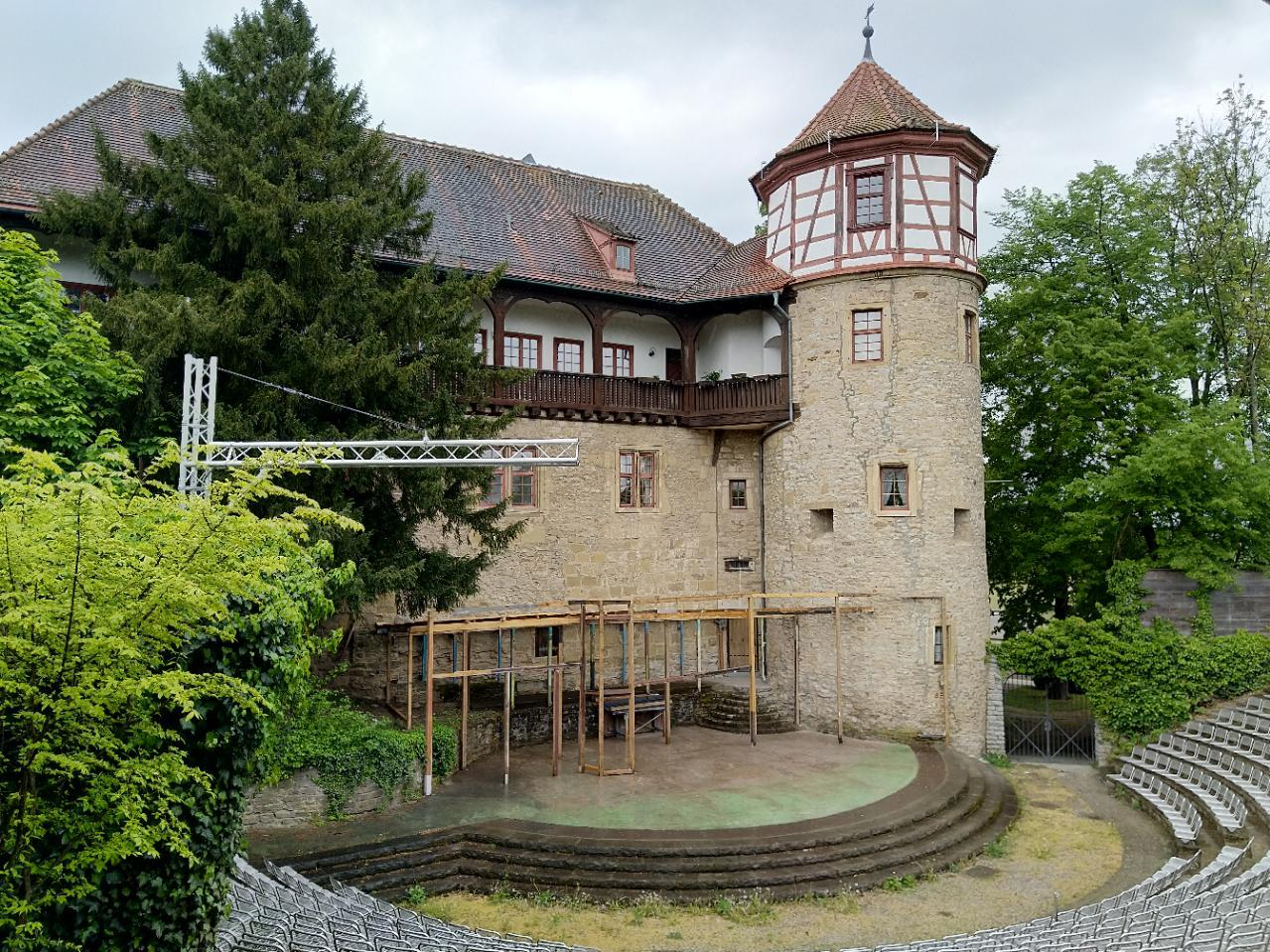
Freilichtbühne im Schlossgraben

1617 bis 1781 war das Schloss Residenz des württembergischen Adelsgeschlechts Württemberg-Neuenstadt. Ab 1781 war das Schloss unbewohnt. Jedoch wurde es als Fruchtspeicher genutzt und diente in den Jahren 1806 bis 1815 als Kaserne einer in Neuenstadt stationierten Garnison. Des Weiteren war der Dürnitzbau seit 1829 Sitz des Kameralamts. Der Eckturm diente im 19. Jahrhundert als Sitz des Forstamts sowie als Wohnung des Forstmeisters. Seit 1958 finden jährlich im Sommer die Freilichtspiele Neuenstadt im Schlossgraben statt.